# Eparchie Notre-Dame du Liban de Paris
Die Eparchie Notre-Dame du Liban de Paris (lat.: Eparchia Dominae Nostrae Libanensis Parisiensis Maronitarum) ist eine in Frankreich gelegene Eparchie der maronitischen Kirche mit Sitz in Paris. Die namensgebende Kathedrale Notre-Dame du Liban befindet sich in der rue d'Ulm im 5. Pariser Arrondissement.

## Geschichte
Papst Benedikt XVI. errichtete sie am 21. Juli 2012. Zuvor waren die maronitischen Gläubigen unter der Gerichtsbarkeit des Ordinariats für die byzantinischen Gläubigen in Frankreich, errichtet am 16. Juni 1954, gestellt. Erster Bischof und Apostolischer Visitator in West- und Nordeuropa für die maronitischen Gläubigen wurde der Priester Nasser Gemayel, zuvor Pfarrer der Pfarrei St. Tekla in Masqua (Libanon).

## Bischöfe
- Nasser Gemayel, 2012–2024
- Sedisvakanz, seit 2024